# 采爾湖 (巴特舒森里德)
48°0′6.7″N 9°38′41.6″E / 48.001861°N 9.644889°E

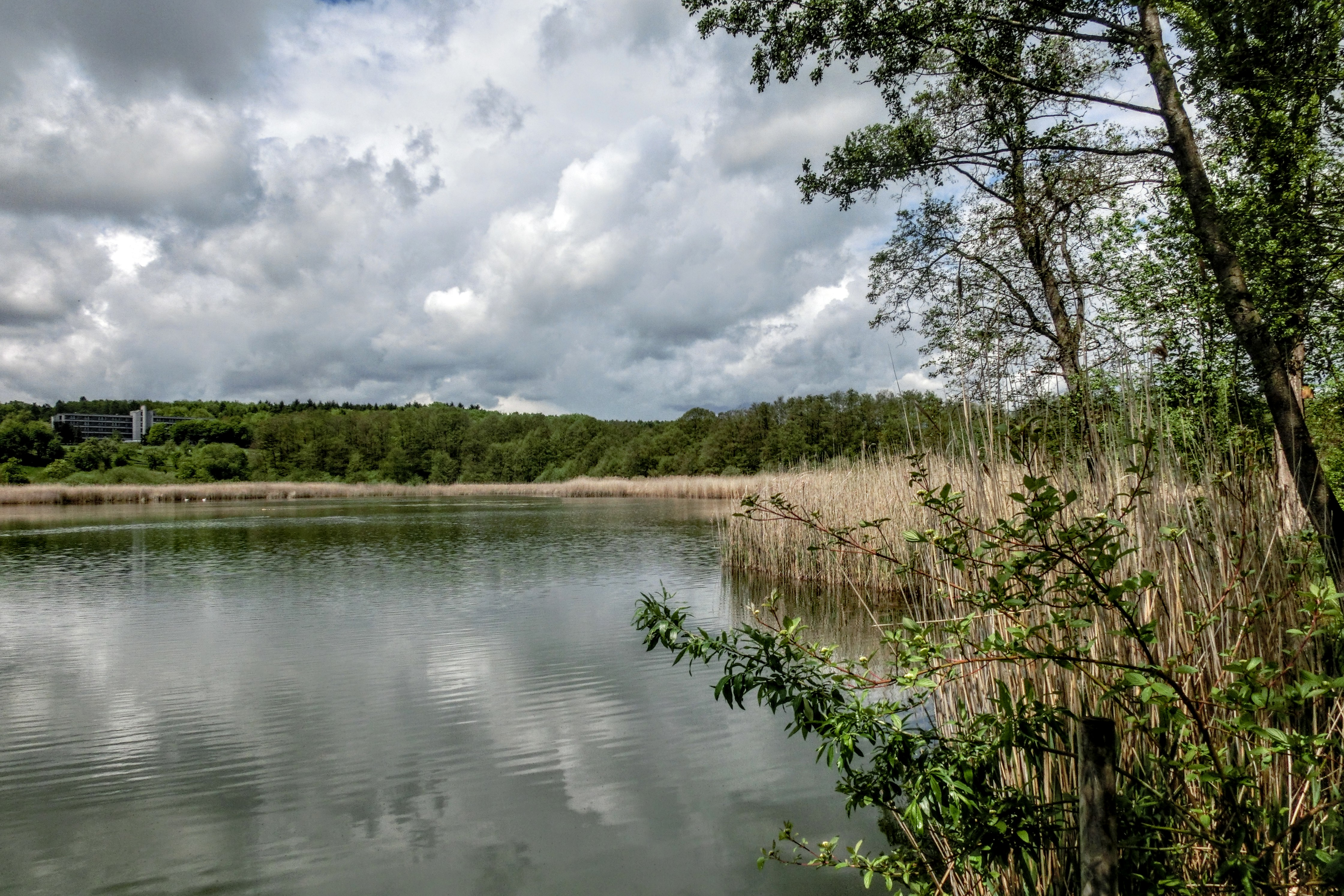

采爾湖（德語：Zeller See），是德國的湖泊，位於該國西南部，由巴登-符騰堡州負責管轄，處於巴特舒森里德，長0.4公里、寬0.2公里，面積0.03平方公里，海拔高度577米，平均水深1.8米，最大水深3.6米，水體容量6.1萬立方米。